# Wuchiapingiense
| Era Eratema | Periodo Sistema | Época Serie                | Edad Piso                      | Inicio, en millones de años |
| ----------- | --------------- | -------------------------- | ------------------------------ | --------------------------- |
| Paleozoico  | Pérmico         | Lopingiense Lopingiano     | Changhsingiense Changhsingiano | 254,2±0,1                   |
| Paleozoico  | Pérmico         | Lopingiense Lopingiano     | Wuchiapingiense Wuchiapingiano | 259,51±0,21                 |
| Paleozoico  | Pérmico         | Guadalupiense Guadalupiano | Capitaniense Capitaniano       | 264,28±0,16                 |
| Paleozoico  | Pérmico         | Guadalupiense Guadalupiano | Wordiense Wordiano             | 266,9±0,4                   |
| Paleozoico  | Pérmico         | Guadalupiense Guadalupiano | Roadiense Roadiano             | 274,4±0,4                   |
| Paleozoico  | Pérmico         | Cisuraliense Cisuraliano   | Kunguriense Kunguriano         | 283,3±0,4                   |
| Paleozoico  | Pérmico         | Cisuraliense Cisuraliano   | Artinskiense Artinskiano       | 290,1±0,1                   |
| Paleozoico  | Pérmico         | Cisuraliense Cisuraliano   | Sakmariense Sakmariano         | 293,52±0,17                 |
| Paleozoico  | Pérmico         | Cisuraliense Cisuraliano   | Asseliense Asseliano           | 298,9±0,2                   |
| Paleozoico  | Carbonífero     | Carbonífero                | Carbonífero                    | 358,86±0,19                 |
| Paleozoico  | Devónico        | Devónico                   | Devónico                       | 419,62±1,36                 |
| Paleozoico  | Silúrico        | Silúrico                   | Silúrico                       | 443,1±0,9                   |
| Paleozoico  | Ordovícico      | Ordovícico                 | Ordovícico                     | 486,8 ±1,5                  |
| Paleozoico  | Cámbrico        | Cámbrico                   | Cámbrico                       | 538,8±0,6                   |

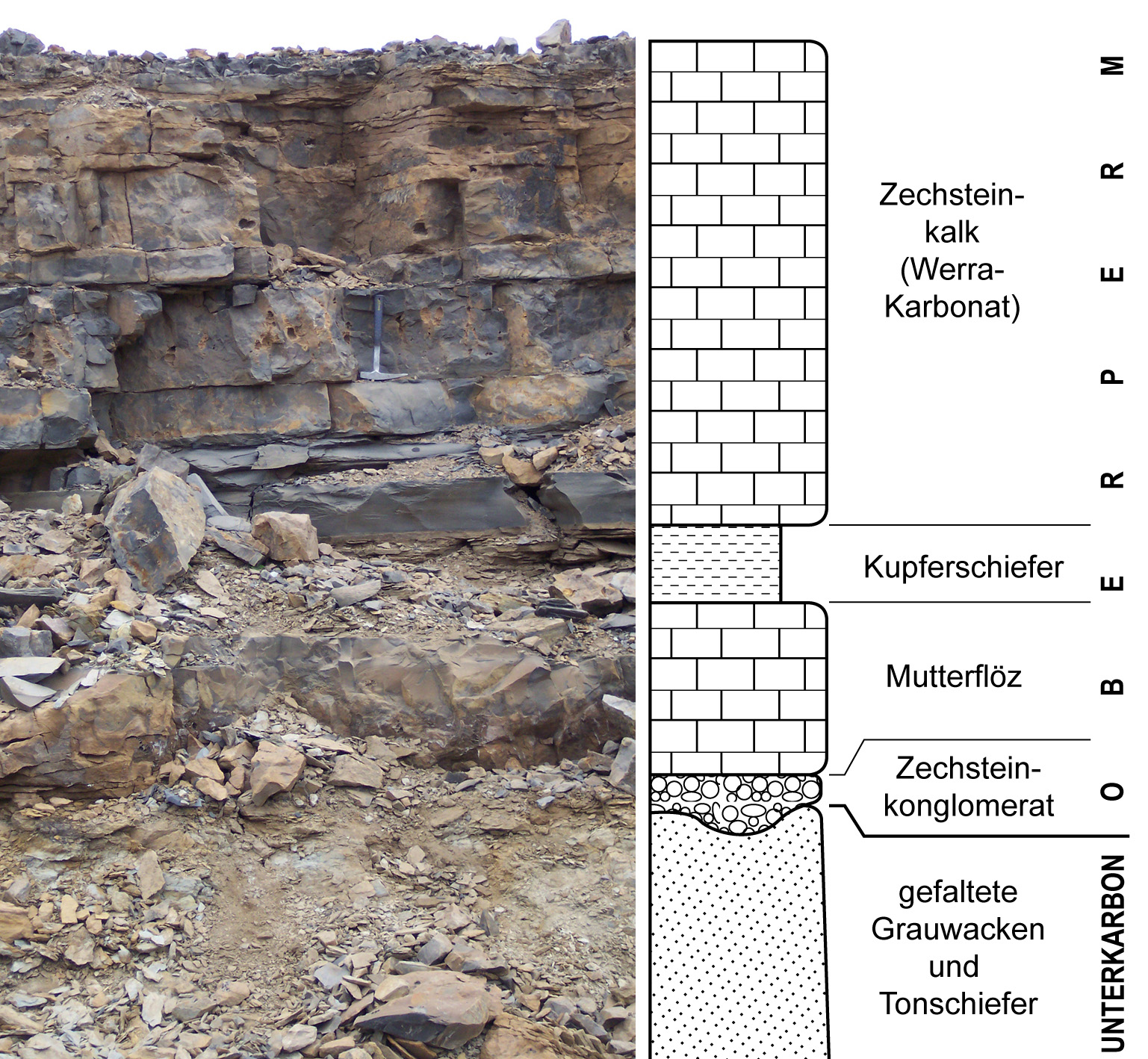
Afloramiento de estratos del Pérmico superior alemán, que incluye sedimentos del Wuchiapingiense.

El Wuchiapingiense o Wuchiapingiano es el primer piso y edad del Lopingiense en la escala temporal geológica. Sucede al Capitaniense (último piso del Guadalupiense) y precede al Changhsingiense. Se inició hace unos 259,5 millones de años y terminó hace unos 254,2 millones de años.
Las edades regionales con las cuales el Wuchiapingiense es coetáneo o se solapa, incluyen el Djulfianense o Dzhulfianense, Longtaniense, Rustleriense, Saladoanense y Castillaniense.
El Wuchiapingiense contiene dos biozonas de amonites: la del género Araxoceras y la de los géneros Roadoceras y Doulingoceras.
El Wuchiapingiense se introdujo en la literatura científica por el paleontólogo chino J. Z. Sheng en 1962 para una formación geológica china, pero el nombre fue propuesto como unidad cronoestratigráfica por los paleontólogos japoneses Kametoshi Kanmera y Keiji Nakazawa en 1973. El nombre procede de la formación Wujiaping del área de Liangshan (Hanzhong, provincia de Shaanxi, China).

## Sección estratotipo y punto de límite global (GSSP)
La sección estratotipo y punto de límite global (GSSP) para la base del Wuchiapingiense se encuentra en la sección de Penglaitan en el río Hongshui (ciudad-prefectura de Laibin, provincia de Guangxi, China). Se caracteriza por la primera aparición del conodonto Clarkina postbitteri, que marca el fin del evento de extinción del Capitaniense. El piso y el GSSP fueron aprobados por la Comisión Internacional de Estratigrafía y ratificados posteriormente por la Unión Internacional de Ciencias Geológicas en 2003, pero redefinido y ratificado nuevamente en 2024 debido a la inundación permanente de la primera ubicación desde 2020, por lo que se desplazó el GSSP unos metros dentro de la misma sección.
El techo del Wuchiapingiense se define por el GSSP de la base del Changhsingiense, que se caracteriza por la primera aparición del conodonto Clarkina wangi.